# Bruno Dante
Pour les articles homonymes, voir Dante (homonymie).
Bruno Dante (né le 14 février 1920 à Turin au Piémont et mort le 15 octobre 2002) est un joueur de football italien, qui jouait en tant qu'attaquant.

## Biographie
Durant de sa carrière de club, Bruno Dante dit Viri a joué avec les clubs de la Juventus (disputant sa première rencontre bianconera le 8 décembre 1937 lors d'un succès 4-1 sur l'Aquila en coupe), de Spezia, du Genoa (deux fois en Serie A), de Biellese (deux fois), de Vigevano, de Venise (en Serie A), de Livourne (en Serie A) et de Messine.

## Palmarès
Juventus
- Coupe d'Italie (1) :
  - Vainqueur : 1937-38.

- Championnat d'Italie :
  - Vice-champion : 1937-38.